# Вульф, Александр Викторович
Александр Викторович Вульф [12 (24) июля 1867—9 декабря 1923] — российский учёный в области электрической тяги, профессор.
Родился 12 (24) июля 1867 года в Полтаве. Там же учился в классической гимназии. Окончил Петербургский университет (1889), физико-математический факультет.
В 1890-1891 гг. лаборант физики Варшавского университета.
С 1891 г. преподаватель по курсам теплоты, основ электротехники и электричества в Военно-инженерной академии и инженерном училище в Петербурге.
В 1900—1907 гг. экстраординарный профессор электротехники Варшавского политехнического института. Член строительной комиссии при постройке Варшавского трамвая.
С 1907 г. работал в Петербургском (Петроградском) политехническом институте, с 1912 г. профессор. В 1909—1914 гг. также преподавал в Петербургском технологическом институте.
С 1904 г. занимался вопросами электрической тяги. В 1907 г. создал в Петербургском политехническом институте курс и специальную лабораторию, в 1909 г. - первую в России кафедру электрической тяги.
Его курс электрической тяги, опубликованный в 1912 г., в дальнейшем был переиздан с включением части о перераспределении нагрузок между осями электровоза под действием усилий тяги.
Обосновал необходимость для электрифицированных железных дорог системы постоянного тока высокого напряжения (до 5000 в).
Сочинения:
- Электрическая тяга : Тяговые двигатели и их применение. Основы теории электрической тяги. Электрические трамваи и основы их проектирования / А. В. Вульф. — 2-е изд., перераб. и доп. — Ленинград : Кубуч, 1926. — VIII, 352, [1] с. : ил., табл.; 26 см.
- Тепло : Курс Николаев. инж. уч-ща / Сост. А. В. Вульфом; Перераб. В. К. Лебединским. — Санкт-Петербург : типо-лит. т-ва «Свет», 1910. — VI, 110 с. : ил., табл.; 26.
- Электрическая тяга : Ч. 1 / А. В. Вульф; Курсы Электромех. отд-ния С.-Петерб. политехн. ин-та имп. Петра Великого. — Санкт-Петербург : тип. «Печ. труд», 1912. — 1 т.; 24. Тяговые двигатели и их применение; Основы теории электрической тяги. — VIII, 260 с. : ил.

Сын - Александр Александрович Вульф (1895—1947) — советский учёный-электротехник, доктор технических наук, профессор Ленинградского политехнического института.